# شيري وين
شيري وين (بالإنجليزية: Sherry Winn) (1 سبتمبر 1961 - ) هي لاعبة كرة يد أمريكية. شاركت في الألعاب الأولمبية الصيفية 1984 والألعاب الأولمبية الصيفية 1988.

## وصلات خارجية
- شيري وين على موقع أوليمبيديا (الإنجليزية)